# Georges Aubert (acteur)
Pour les articles homonymes, voir Georges Aubert et Aubert.
Georges René Thuot dit Georges Aubert est un acteur français né le 2 juin 1917 à Pantin (Seine) et mort le 15 décembre 2014 à Vanves (Hauts-de-Seine).
Il travailla beaucoup pour la télévision, apparaissant notamment dans Les Cinq Dernières Minutes et Les Rois maudits, et prêta sa voix à de nombreux doublages : Jackie Wright dans la série Benny Hill, le commandant Montgomery Scott dans les films Star Trek, etc.

## Théâtre
- 1948 : J'irai cracher sur vos tombes de Boris Vian, mise en scène Alfred Pasquali, théâtre Verlaine
- 1956 : Irma la douce d'Alexandre Breffort et Marguerite Monnot, mise en scène René Dupuy, théâtre Gramont
- 1958 : Éboulement au quai nord d’Ugo Betti, mise en scène Marcelle Tassencourt, théâtre de Poche Montparnasse
- 1962 : Le Temps des cerises de Jean-Louis Roncoroni, mise en scène Yves Robert, théâtre de l'Œuvre
- 1963 : Six hommes en question de Frédéric Dard et Robert Hossein, mise en scène Robert Hossein, théâtre Antoine
- 1964 : Le Système Fabrizzi d'Albert Husson, mise en scène Sacha Pitoëff, théâtre des Célestins
- 1966 : Les Justes d'Albert Camus, mise en scène Pierre Franck, théâtre de l'Œuvre
- 1966 : Le Mal court de Jacques Audiberti, mise en scène Georges Vitaly, Tréteaux de France
- 1967 : L'Unique Jour de l'année d'Alan Seymour, mise en scène Pierre Valde, théâtre de Colombes
- 1971 : Clair-obscur d'Israël Horovitz, mise en scène Laurent Wesman, Théâtre de la Gaîté-Montparnasse, théâtre du Lucernaire
- 1972 : Les Frères Karamazov de Fiodor Dostoïevski, mise en scène Georges Vitaly, théâtre Graslin
- 1974 : Toller de Tankred Dorst, mise en scène Patrice Chéreau, Théâtre national de l'Odéon

## Filmographie

### Cinéma
- 1953 : À la manière de Sherlock Holmes de Henri Lepage
- 1956 : C'est une fille de Paname de Henri Lepage

- 1960 : La Famille Fenouillard de Yves Robert : Bordure
- 1962 : Les Mystères de Paris de André Hunebelle
- 1963 : Méfiez-vous, mesdames de André Hunebelle
- 1963 : On a kidnappé Papa de Jean-Marie Isnard (court-métrage)
- 1964 : Requiem pour un caïd de Maurice Cloche : un inspecteur
- 1964 : Aurélia de Anne Dastrée : le garçon de café
- 1966 : Mademoiselle de Tony Richardson : René
- 1967 : Et l'Angleterre sera détruite (Die gefrorenen Blitze) : Peter Mollard
- 1969 : Lettres de Stalingrad

- 1970 : L'Aveu de Costa-Gavras
- 1971 : Le Voleur de Chevaux (Romansa konjokradice)
- 1972 : Les Tueurs fous de Boris Szulzinger
- 1973 : Juliette et Juliette de Remo Forlani
- 1974 : Les Suspects de Michel Wyn
- 1974 : Vive la quille ! de Mino Guerrini
- 1976 : Un génie, deux associés, une cloche de Damiano Damiani et Sergio Leone
- 1977 : Enquête à l'italienne de Steno
- 1977 : Le Paradis des riches de Paul Barge : le vieux flic
- 1979 : Courage fuyons de Yves Robert : le contrôleur

- 1980 : Bobo la tête de Gilles Katz
- 1983 : Le Voleur de feuilles de Pierre Trabaud : guichetier de l'hippodrome

- 1991 : Loulou Graffiti de Christian Lejalé : l'imprimeur

### Télévision
- 1958 : La Logeuse : le serveur
- 1959 : Les Trois Mousquetaires : l'huissier

- 1962 : Les Cinq Dernières Minutes, épisode Un mort à la une de Pierre Nivollet
- 1964 : Les Aventures de monsieur Pickwick : l'aubergiste
- 1966 : La Malle à Gouffé
- 1966 : Les Cinq Dernières Minutes, épisode  Histoire pas naturelle  de Guy Lessertisseur le vétérinaire
- 1967 : Les Amoureux : Tonin
- 1967 : Le Temps des cerises de Jean-Paul Roux : Émile
- 1967 : Les Habits noirs : Bertrand
- 1967 : Salle n° 8 de Robert Guez et Jean Dewever : un patient qui se porte bien (ép. 26, 27, 28)
- 1968 : Coup de maître : un inspecteur
- 1968 : Les Enquêtes du commissaire Maigret de Claude Barma, épisode : Le Chien jaune : Jean Servières
- 1969 : Allô Police : le patron de la buvette

- 1970 : Isabelle : Gratien
- 1971 : Les Dossiers du professeur Morgan
- 1971 : Les Enquêtes du commissaire Maigret de Claude Barma, épisode Maigret en vacances : Léonard
- 1972 : Les Thibault : le sergent
- 1973 : Les Rois maudits : Hangest
- 1973 : La Nuit des Lilas : Langlois
- 1974 : Le Tribunal de l'impossible, épisode « Le baquet de Frédéric-Antoine Mesmer », réalisation de Michel Subiela  : Guillotin
- 1974 : Le Tribunal de l'impossible (TV) - épisode Agathe ou L'avenir rêvé de Yves-André Hubert et Michel Subiela : le juge
- 1974 : Messieurs les jurés : L'Affaire Savigné-Montorey de Pierre Nivollet
- 1977 : Bonsoir chef : Lantier
- 1978 : Le Temps d'une république : le militant SFIO
- 1979 : Miss : le docteur Perrin

- 1980 : Les Amours de la Belle Époque : Vauverger
- 1980 : Les Dossiers éclatés : le curé de Manosque
- 1984 : Allô Béatrice : le vieux monsieur
- 1984 : Les Enquêtes du commissaire Maigret, épisode La Patience de Maigret d'Alain Boudet
- 1985 : Les Enquêtes du commissaire Maigret, épisode : Maigret au Picratt's de Philippe Laïk
- 1987 : Les Enquêtes du commissaire Maigret, épisode : Un échec de Maigret de Gilles Katz

- 1992 : Le Cerf-volant : le père

## Doublage

### Cinéma

#### Films
- 1961 : Milliardaire pour un jour : Joy Boy
- 1965 : Le Californien : Ives
- 1965 : Le Jeune Cassidy : le patron du premier bar
- 1966 : Un homme pour l'éternité : le geôlier
- 1966 : Navajo Joe : Monkey
- 1967 : Les Monstres de l'espace : le second fonctionnaire des chemins de fer
- 1967 : L'Homme à la Ferrari : Tazio
- 1968 : Le Démon des femmes : Matt Burke, le partenaire de Lylah Clare dans le film NB projeté
- 1968 : Quand les aigles attaquent : caporal Philip Thomas
- 1968 : Le Gang de l'oiseau d'or : Ray Moss
- 1969 : Au paradis à coups de revolver : Gus Sampson
- 1969 : Avant que vienne l'hiver : Bill
- 1969 : Cinq Hommes armés : le joueur de cartes
- 1969 : Goodbye, Mr. Chips : un des acteurs de la comédie musicale

- 1970 : Le Soleil blanc du désert : le sous-lieutenant
- 1970 : Tick Tick Tick et la violence explosa : Ira Jackson
- 1970 : Appelez-moi Monsieur Tibbs : le revendeur de drogue
- 1970 : Joe, c'est aussi l'Amérique : Miller le boutiquier
- 1971 : La Vallée perdue : Rethman
- 1972 : Le Joueur de flûte : le baron
- 1972 : Délivrance : le chauffeur de Taxi
- 1972 : La Poussière, la Sueur et la Poudre : M. Slater
- 1972 : L'Esprit de la mort : le policier de la scène d'ouverture
- 1973 : L'Arnaque : Fred Floyd
- 1973 : Vivre et laisser mourir : Mr. Bleeker et Hamilton
- 1973 : American Graffiti : le clochard du magasin d'alcool
- 1973 : Le Fantôme de Cat Dancing : Dub
- 1973 : Don Angelo est mort : Johnny Tresca
- 1974 : Mr. Majestyk : le pompiste
- 1974 : Gatsby le Magnifique : M. Gatz (1er doublage)
- 1974 : Truck Turner : Gator, Desmond, Garrity et l'avocat de Fogarty
- 1974 : Contre une poignée de diamants : le facteur
- 1975 : Les Dents de la mer : M. Denherder (1er doublage)
- 1975 : L'Odyssée du Hindenburg : Ins. Baker
- 1975 : Trinita, nous voilà ! : l'homme donnant le départ de la course
- 1975 : Les Aventuriers du Lucky Lady : le télégraphiste
- 1975 : Liquidez l'inspecteur Mitchell : le sergent
- 1975 : Lepke, le caïd : voix secondaires
- 1976 : La Bataille de Midway : Cmdr. Joseph Rochefort
- 1976 : Josey Wales hors-la-loi : Simon Carstairs
- 1976 : En route pour la gloire : Hank, l'homme de la station service
- 1976 : Transamerica Express : Benny
- 1976 : C'est arrivé entre midi et trois heures : le shérif
- 1977 : La Fièvre du samedi soir : Pete (1er doublage)
- 1978 : La Fureur du danger : le shérif
- 1978 : The Big Fix : Bittleman et Dillworthy
- 1978 : Les Enfants de la rivière : le marchand de manteaux / le montreur de la tête de femme
- 1979 : C'était demain : le bijoutier
- 1979 : 1941 : Dexter, le patron
- 1979 : Star Trek, le film : commandant Montgomery Scott (1er doublage)
- 1979 : Guerre et Passion : capitaine Harold Lester
- 1979 : Justice pour tous : Arnie
- 1979 : Le Champion : Georgie
- 1979 : Yanks : Albert, le facteur
- 1979 : Une langouste au petit-déjeuner : l'homme à l'arrêt d'autobus (non crédité)

- 1980 : Superman 2 : contrôleur de la NASA
- 1980 : Vendredi 13 : sergent Tierney
- 1980 : Tom Horn : le palefrenier
- 1980 : Réaction en chaîne : l'agent de sécurité
- 1981 : Bandits, bandits : Gloriole (Strutter en VO)
- 1982 : Star Trek 2 : La Colère de Khan : commandant Montgomery Scott
- 1982 : Rambo : Orval
- 1982 : Annie : l'agent de la fourrière
- 1982 : Où est passée mon idole ? : Sy Benson
- 1983 : Star Trek 3 : À la recherche de Spock : commandant Montgomery Scott
- 1983 : Christine : Pepper Boyd
- 1983 : Tonnerre de feu : Colonel Coe
- 1983 : Le Consul honoraire : Dr Humphries
- 1985 : Legend : Timbré
- 1985 : Allan Quatermain et les mines du roi Salomon : Pr. Huston
- 1986 : Star Trek 4 : Retour sur Terre : commandant Montgomery Scott
- 1986 : Lady Jane : Docteur Feckenham
- 1988 : Rocket Gibraltar : Levi Rockwell
- 1989 : Star Trek 5 : L'Ultime Frontière : commandant Montgomery Scott

- 1991 : Star Trek 6 : Terre inconnue : commandant Montgomery Scott
- 1994 : L'Histoire sans fin 3 : Retour à Fantasia : Urgl
- 1995 : Raison et Sentiments : Sir John Middleton
- 1997 : Demain ne meurt jamais : Q
- 1999 : Le monde ne suffit pas : Q

#### Animation
- 1940 : Fantasia : Léopold Stokowski (re-doublage partiel du doublage de 1986 (1991)).
- 1979 : Le Château de Cagliostro : le jardinier
- 1991 : La Belle et la Bête : Maurice
- 1995 : Pocahontas : Lon
- 1999 : Carnivale :  Banjo
- 2001 : Kuzco, l'empereur mégalo : le vieillard du palais
- 2004 : Pinocchio le robot : Gepetto
- 2005 : Kuzco 2 : King Kronk : Rudy

### Télévision

#### Séries télévisées
- 1962-1963 : Bonne nuit les Petits : Nounours
- 1969-1989 : Benny Hill : Jackie Wright
- 1978 : Colorado : Sam Purchas
- 1978-1991 : Dallas : Digger Barnes
- 1990-1991-2017 : Twin Peaks ; Pete Martell
- 1993-1997 : Lois et Clark : Jonathan Kent - 2e voix
- 2000-2002 : Invisible Man : Charles Borden, le haut fonctionnaire

#### Séries d'animation
- 1973-1983 : Paul le pêcheur :

```
 Anatole
```

- 1980 : Tom Sawyer : Muff Porter l'ivrogne
- 1982-1983 : X-Or : Gozuke